# Mission Alarum
Pour les articles homonymes, voir Alarum.
Pour plus de détails, voir Fiche technique et Distribution.
Mission Alarum (Alarum) est un film d'espionnage américain réalisé par Michael Polish et sorti en 2025.

## Synopsis
Joe et Laura, deux espions, deviennent des renégats pour pouvoir se marier et vivre tranquilles. Cependant, leur cabane isolée est attaquée par diverses agences de renseignement, dont la CIA en la personne de l'agent Chester. Tous sont à la recherche d'une clef USB volée par le couple dans les débris d'un avion.

## Fiche technique
Sauf indication contraire, les informations mentionnées dans cette section peuvent être confirmées par la base de données cinématographiques IMDb,  présente dans la section « Liens externes ».
- Titre original : Alarum
- Réalisation : Michael Polish
- Scénario : Alexander Vesha
- Musique : Yagmur Kaplan
- Décors : Travis Zariwny
- Costumes : Zachary Sheets
- Photographie : Jayson Crothers
- Montage : Paul Buhl
- Production : Joel Cohen, Randall Emmett et Gwen Osborne

Producteurs délégués : Matthew Helderman, Brooks Kephart, Justin Routt, Steven Small et Luke Taylor
- Sociétés de production : Convergence Entertainment Group et BondIt Media Capital
- Sociétés de distribution : Lionsgate (États-Unis), Prime Video (France)
- Budget : N/A
- Pays de production :  États-Unis
- Langue originale : anglais
- Format : couleur
- Genre : action
- Durée : 95 min
- Dates de sortie[2] :
  - États-Unis : 17 janvier 2025 (sortie limitée en salles)
  - France : 7 avril 2025 (sur Prime Vidéo)
- Classification[3] :
  - États-Unis : R

## Distribution
- Sylvester Stallone (VF : Michel Vigné) : Chester
- Scott Eastwood (VFB : Nicolas Matthys) : Joe Travers/Archibald
- Willa Fitzgerald (VFB : Séverine Cayron) : Lara Travers
- Mike Colter (VFB : Claudio Dos Santos) : Orlin
- Ísis Valverde (VFB : Sophie Landresse) : Bridgette Rousseau
- D. W. Moffett (VFB : Jean-François Rossion) : Ronald Burbridge, le directeur
- Joel Cohen : Roland Rousseau

## Production
Début 2024, il est annoncé que le film va bénéficier d'un crédit d'impôt de l'Ohio,
Le tournage débute le 26 février 2024 à Oxford dans l'Ohio. Les prises de vues s'achèvent le 14 mai 2024.

## Sortie et accueil
En mai 2024, il est annoncé que Signature Entertainment (en) a acquis les droits pour distribuer le film au Royaume-Uni et en Irlande.
En France, le film est disponible à partir du 7 avril 2025 sur Prime Vidéo.